# Alepidea serrata
Alepidea serrata är en växtart i släktet Alepidea och familjen flockblommiga växter. Den beskrevs av Christian Friedrich Frederik Ecklon och Carl Ludwig Philipp Zeyher 1837.
Arten är en perenn ört som förekommer i Sydafrika och Lesotho.

## Varieteter
Arten har två varieteter:
- A. serrata var. cathcartensis
- A. serrata var. serrata